# 더크 베네딕트
더크 베네딕트(Dirk Benedict, 1945년 3월 1일 ~ )는 미국의 배우다.

## 출연 작품
- A-특공대 (2010)
- 2014 지구 최후의 날 (2006)
- 웨이킹 업 호튼 (1998)
- 알래스카 (1996)
- 암살 특명 (1995)
- 위험 지대 (1994)
- 샤도우 포스 (1992)
- 토네이도 전투 비행단 (1991)
- 사라진 왕관 (1991)
- 사각의 링 (1986)
- A 특공대 - TV시리즈 (1983)
- 배틀스타 갤럭티카 2 (1978)
- 배틀스타 갤럭티카 (1978)
- 배틀스타 갤럭티카 - 78년 시리즈 (1978)
- 사랑의 유람선 (1977)
- 미녀 삼총사 - TV 시리즈 (1976)
- 스네이크 (1973)